# 대니얼 데닛

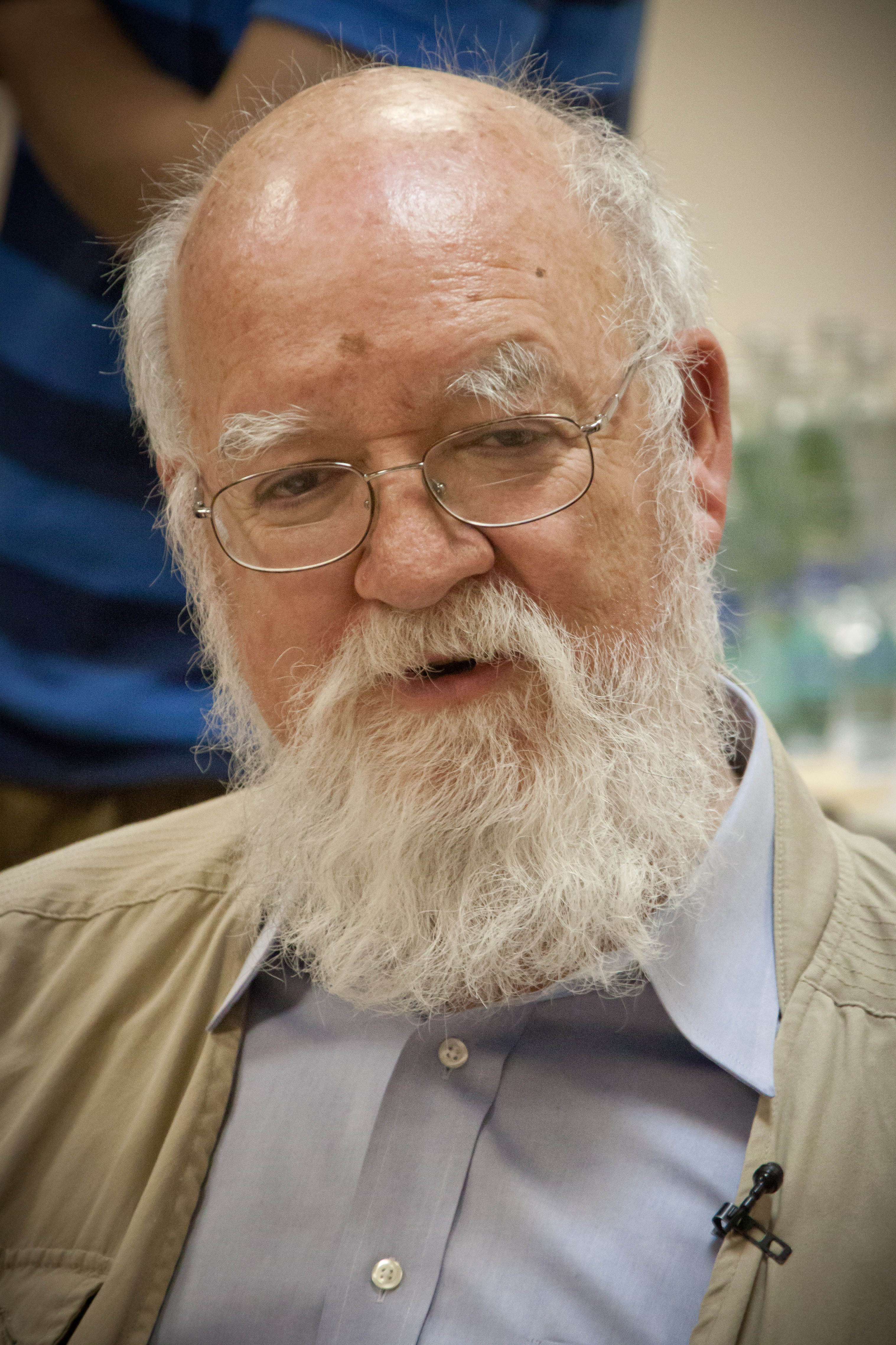
대니얼 데닛

대니얼 데닛(Daniel Dennett, 1942년 3월 28일~2024년 4월 19일)은 미국의 철학자, 작가, 인지과학자로, 특히 이러한 분야가 진화생물학과 인지과학에 관련되는 것과 같이 정신철학, 과학철학, 생물철학에 관한 연구에 중심이 있다.
데닛은 1942년 3월 28일 매사추세츠주 보스턴에서 루스 마조리와 다니엘 클레멘트 데닛 주니어의 아들로 태어났다. 데닛은 어린 시절의 일부를 레바논에서 보냈는데, 제2차 세계대전 당시 그의 아버지는 베이루트에 있는 미국 대사관에 문화부 부속관으로 위장한 전략국 소속 비밀 정보 요원이었다. 그가 다섯 살이었을 때, 그의 어머니는 그의 아버지가 원인불명의 비행기 추락으로 사망한 후 그를 메사추세츠로 데려갔다.
데닛은 1959년 필립스 엑서터 아카데미를 졸업하고 웨슬리안 대학에서 1년을 보낸 뒤 1963년 하버드 대학에서 철학 학사 학위를 받았다. 하버드 대학에서 그는 윌러드 밴 오먼 콰인의 학생이었다. 1965년 옥스포드 대학에서 철학박사 학위를 받았으며, 그곳에서 길버트 라일 밑에서 공부했으며 허트포드 대학의 일원으로 재직했다.
데닛은 자신을 "세계의 몇몇 일류 과학자들로부터 나를 흥미롭게 하는 모든 분야에 대한 수백 시간의 비공식 독학의 수혜자"라고 묘사한다.
철학적 관점으로는 자유의지와 심리철학에 대해 양립가능론자(compatibilist), 진화론적 관점에서는 자연선택에 의한 진화를 알고리즘적인 과정으로 보며, 종교와 도덕에 대하여 자연주의적 접근을 취하려고 한다.

## 같이 보기
- 장 니코드 상